# Alle præsidentens mænd (film)
Alle præsidentens mænd (All the President's Men) er en amerikansk thriller fra 1976, instrueret af Alan J. Pakula med Robert Redford og Dustin Hoffman I hovedrollerne som de to journalister på The Washington Post, Bob Woodward og Carl Bernstein, der undersøgte Watergate-skandalen. Filmen er baseret på bogen af samme navn, skrevet af de to journalister.